# De Pere Standaard
De Pere Standaard of Depere Standaard was een Amerikaans weekblad gestart door katholieke Vlaamse emigranten in samenwerking met katholieke Nederlandse emigranten. Het weekblad werd gemaakt in de staat Wisconsin. Het werd gepubliceerd van het jaar 1878 tot 1896/1907. Hun motto was "Voor de Hollandsche en Vlaamsche Katholieken in Amerika." En ook "Toegewijd aan God en Land. - Voor de Hollandsche en Vlaamsche Katholieken in Amerika. - Voor Waarheid en Recht’".

## Geschiedenis
De Depere standaard werd gesticht door Joannes Baptista Heyrman (1831-1899) die van Bornem (Toen nog gespeld als Bornhem) afkomstig was. Naast de Depere Standaard stichtte hij ook Onze Standaard en De Volksstem. Het doel van de kranten was om de Vlamingen en Nederlanders te onderhouden van de "nationale geest". De Pere verwijst naar de stad De Pere (Wisconsin).
De redactie was onder toezicht door Edw. van de Casteele. Hijzelf betitelde het weekblad als "het oudste, beste en meestgelezen Katholiek blad in de Nederlandsche taal gedrukt in de Vereenigde Staten".

## Uitgaven van Vlaamse/Nederlandse werken
- Jan Clerker of de laatste der Binders van Vlaanderen. Oost-Vlaamsche dramatische verhalen uit den Franschen tijd, Aalst 1883. (Sylvain van der Gucht)[8]
- Het Kasteel der verdoemenis. (Sylvain van der Gucht)[8]